# South Shetland Trough
South Shetland Trough är en gravsänka i Antarktis. Den ligger i havet utanför Sydshetlandsöarna. Argentina, Chile och Storbritannien gör anspråk på området.